# Sport samochodowy
Sport samochodowy (także automobilizm) – dyscyplina sportu motorowego rozgrywana przy użyciu samochodów. Najważniejszym organem zarządzającym sportem samochodowym jest Fédération Internationale de l’Automobile (FIA).

## Formy sportu samochodowego
Sport samochodowy dzieli się na dwie podstawowe formy rywalizacji: wyścigi samochodowe i rajdy samochodowe.

### Wyścigi samochodowe

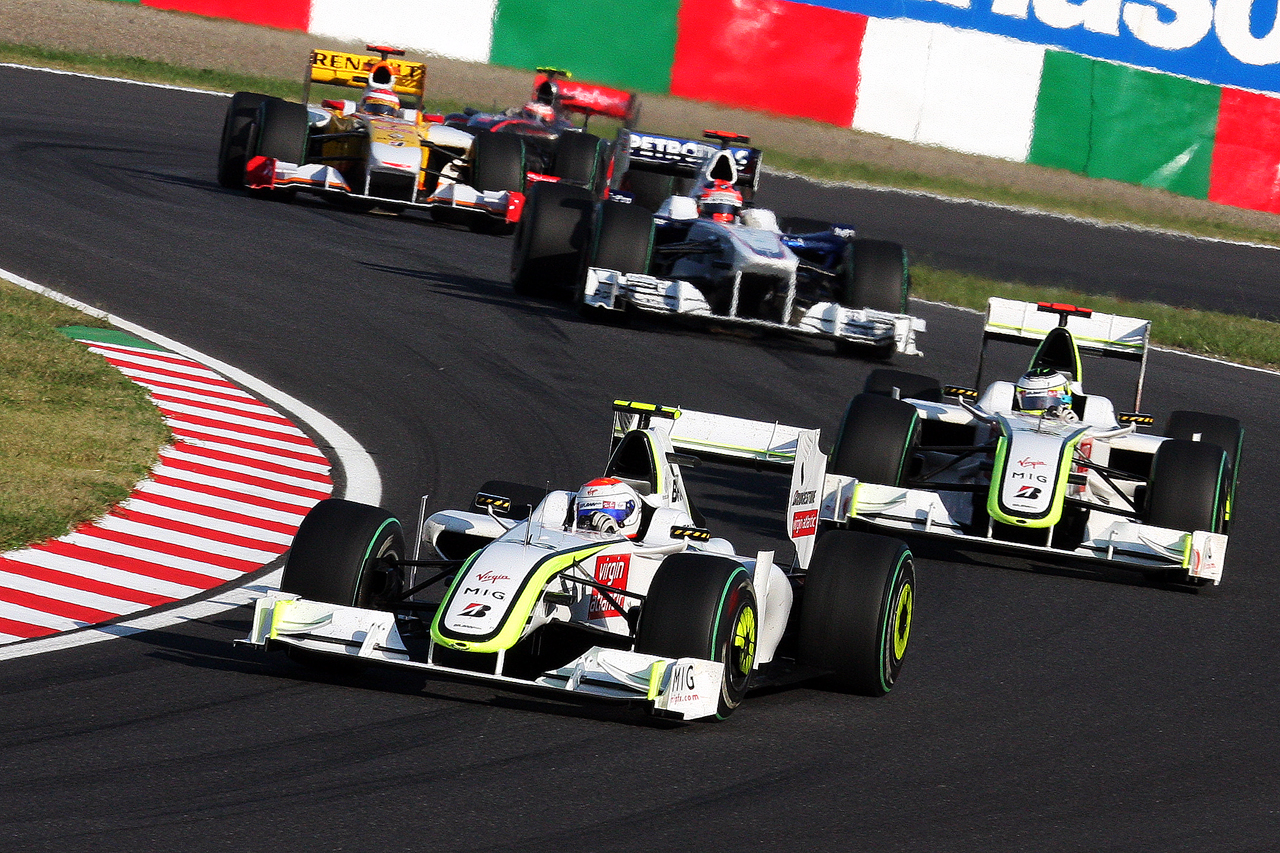
Samochody wyścigowe Formuły 1 podczas Grand Prix Japonii w 2009 roku

Wyścigi samochodowe obejmują zawody rozgrywane wyłącznie na zamkniętych torach, placach i drogach. W wyścigach rywalizują wyłącznie kierowcy, a wykorzystywane samochody nie muszą spełniać warunków dopuszczenia do ruchu drogowego. Ze względu na miejsce i sposób rywalizacji, wyścigi samochodowe dzieli się na trzy kategorie.

#### Wyścigi torowe
Wyścigi torowe odbywają się na zamkniętych torach pomiędzy co najmniej dwoma samochodami, które rywalizują jednocześnie na tej samej trasie. O klasyfikacji decyduje kolejność przekroczenia linii mety lub pokonanie w wyznaczonym czasie jak największej liczby okrążeń toru.

#### Wyścigi równoległe
Wyścigi równoległe (ang. Drag Racing) odbywają się na dwóch równoległych prostych odcinkach dróg, zlokalizowanych najczęściej na placach, lotniskach lub torach wyścigowych, o długości 1/4 mili (402,336 m) lub rzadziej 1/8 mili (201,168 m). W rywalizacji bierze udział jednocześnie dwóch zawodników, a o zwycięstwie decyduje kolejność przekroczenia linii mety lub czas przejazdu.

#### Wyścigi górskie
Wyścigi górskie odbywają się na zamkniętych dla ruchu, najczęściej krętych i stromych, górskich drogach publicznych. Linia startu znajduje się na mniejszej wysokości n.p.m. niż linia mety. Do wyścigu samochody startują indywidualnie, a podstawą klasyfikacji jest porównanie czasów przejazdów, mierzonych z dokładnością do 1/100 s.

### Rajdy samochodowe

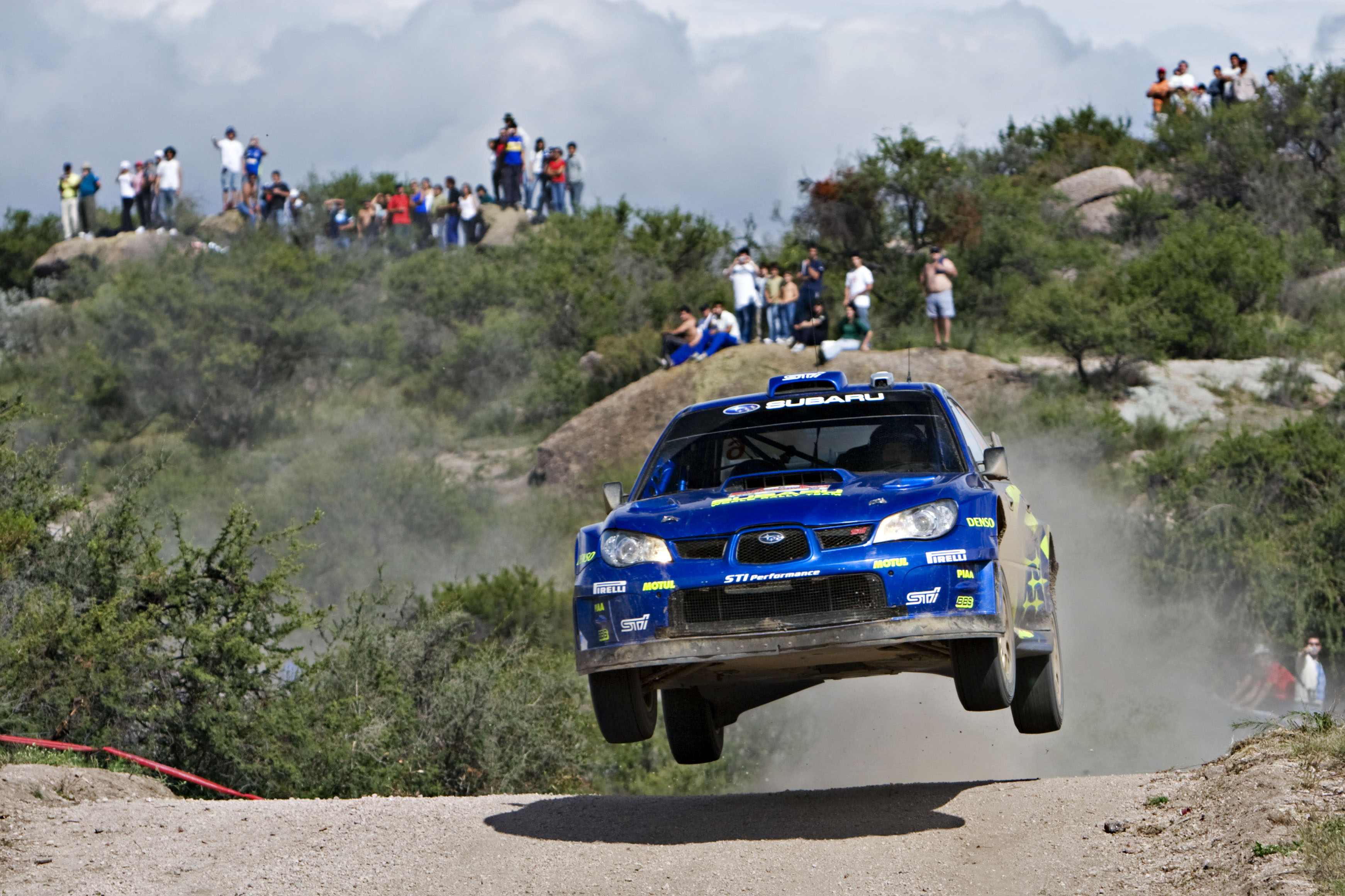
Samochód rajdowy WRC podczas Rajdu Argentyny w 2008 roku

Rajdy samochodowe odbywają się na drogach publicznych, całkowicie lub częściowo otwartych dla ruchu drogowego. Trasa rajdu składa się z zamkniętych dla ruchu odcinków specjalnych, które należy przejechać w najkrótszym czasie oraz otwartych dla ruchu odcinków drogowych, które należy przejechać dokładnie w czasie wyznaczonym przez organizatora. W rajdach rywalizują dwuosobowe załogi, składające się z kierowcy i pilota, a wykorzystywane samochody muszą być dopuszczone do ruchu drogowego. Do rywalizacji załogi startują indywidualnie, w krótkich (najczęściej jednominutowych) odstępach czasu. O klasyfikacji decydujące suma czasów uzyskana na odcinkach specjalnych oraz kar czasowych nałożonych przez sędziów.

#### Rajdy terenowe
Szczególną formą rajdów samochodowych są rajdy terenowe, na których odcinki specjalne przebiegają przez ciężkie bezdroża – m.in. pustynie, stepy, poligony i leśne dukty. W rajdach terenowych startują załogi, które składają się maksymalnie z 3 osób lub (w przypadku samochodów ciężarowych) 2–4 osób.